# Campionato inglese di rugby a 15
Il campionato inglese di rugby a 15 si basa su un sistema di Lega che funziona con il meccanismo promozioni / retrocessioni, il cui vertice è la English Premiership (per ragioni di sponsor attualmente Guinness Premiership).
Essa è l'unica Lega completamente professionistica del Paese, e poggia al vertice di una piramide i cui gradini intermedi comprendono squadre semi-professionistiche, e in quelli più bassi club quasi esclusivamente dilettanti.
In ordine decrescente, i primi cinque livelli del campionato inglese di rugby sono:
- Premiership
- RFU Championship (fino al 2009 National Division One)
- National League 1 (fino al 2009 National Division Two)
- National League 2 (North e South, rispettivamente fino al 2009 National Division Three North e South)
- National League 3 (ex London, Southwest e Midland Division One)

I livelli fino alla National League 1 sono nazionali a girone unico. Dalla National League 2 si procede a una ripartizione, quasi sempre su base geografica.

## Storia
Fino al 1996 il rugby XV fu una disciplina a carattere rigorosamente dilettantistico in tutto il mondo. Fu proprio tale caratteristica che alla fine del XIX secolo portò alla scissione dei club settentrionali del Regno Unito, i quali si riunirono in Lega professionistica e diedero origine al Rugby League, che poi si differenziò come regolamento e numero di giocatori e oggi è anche noto come rugby a 13 o XIII.
Le manifestazioni organizzate dai club erano di massima Coppe e Campionati di contea, e di fatto non era possibile avere una base comune su cui misurare l'effettiva forza di qualsivoglia club, eccezion fatta per estemporanee classifiche compilate dallo Yorkshire Post o dal Daily Telegraph.
Nel 1971, insieme a una Coppa nazionale, oggi nota come coppa Anglo-Gallese, istituita dalla Rugby Football Union, si fece strada anche l'esigenza di creare una Lega nazionale onde permettere gli incontri tra le squadre storiche, visto che questi ultimi, per via degli impegni ufficiali, non trovavano più tempo né spazio nei calendari dei club.
Si dovette attendere tuttavia ancora un decennio abbondante, prima che nel 1987 venisse istituito il sistema noto come Courage Leagues: un sistema piramidale consistente in un migliaio di club riuniti in 108 Leghe (nazionali, regionali e di contea) tutte legate dal meccanismo di promozione / retrocessione. La prima stagione di questo nuovo campionato si svolse all'insegna dell'estemporaneità, tuttavia ebbe un grande successo di pubblico: i club si accordarono per disputare gli incontri in base alle date reciprocamente convenienti, ma questo non impedì di avere in ogni occasione gli spalti gremiti.
Quando nel 1996 fu autorizzato il professionismo, il sistema di Lega si strutturò di conseguenza in un vertice (la Premiership) professionistico, un gradino intermedio semiprofessionistico e poi una serie di Leghe locali, tutte dilettantistiche.

## I livelli

### Premiership
Il vertice del campionato inglese è la English Premiership, oggi Aviva Premiership ma in passato Courage League, Allied Dunbar Premiership , Zurich Premiership, Guinness Premiership e anche Aviva Premiership.
È composta di 12 club professionistici che devono rispondere a determinati standard minimi di qualità (situazione societaria, capienza e agibilità degli impianti, etc.). Il vincitore di tale Lega è campione d'Inghilterra. Un numero variabile di squadre, dalle quattro alle sette, disputano la Heineken Cup; le altre disputano la European Challenge Cup.

### Lega Nazionale

#### RFU Championship
Aperta fino al 2009 a club professionistici e semiprofessionistici con il nome di National Division One, il rinnovato campionato, chiamato oggi RFU Championship è il torneo di seconda divisione nazionale.
Strutturato a girone unico come la Premiership, la squadra vincitrice viene promossa per la stagione successiva al campionato di vertice e ammessa alla European Challenge Cup.
Le due squadre ultime classificate retrocedono in National Division One.

#### National League 1
È la più bassa divisione nazionale a girone unico, e corrisponde alla terza divisione del rugby XV inglese. Ha 14 squadre semiprofessionistiche, delle quali le prime due classificate accedono alla RFU Championship e le ultime tre retrocedono nella National League 2.

#### National League 2
È la quarta divisione nazionale inglese, ed è organizzata a gironi geografici, quello settentrionale (North) e quello meridionale (South).
Le vincitrici di ogni girone accedono direttamente alla National League 1 della stagione successiva; le due seconde spareggiano per rimpiazzare la terza retrocessa dalla serie superiore.
Le retrocessioni dalla National League 2 seguono criteri geografici.
Quelle che retrocedono vanno a finire nel sistema di Lega locale; di norma quelle della divisione settentrionale retrocedono nel Midlands One oppure il North One; quelle della divisione meridionale in serie come London Division One oppure South West Division One.

### Leghe locali
Il sistema prevede un migliaio circa di Leghe su tutto il territorio del Paese; tali Leghe possono essere interregionali, di contea o anche metropolitane.